# Anomalon morleyi
Anomalon morleyi là một loài tò vò trong họ Ichneumonidae.